# كنيس كورال (فيلنيوس)
كنيس كورال في فيلنيوس (بالليتوانية: Vilniaus choralinė sinagoga) هو الكنيس الوحيد العامل في العاصمة الليتوانية فيلنيوس. أما باقي الكُنس فقد تعرضت للتدمير الجزئي على مرحلتين أولاً إبان الحرب العالمية الثانية بعد احتلال ألمانيا النازية لليتوانيا، وأيضاً بعد احتلال الاتحاد السوفيتي للبلاد عقب الحرب.
يعود تاريخ تشييد كنيس كورال إلى عام 1903، وهو مبني على النمط الرومانسكي-المورسكي.
إن كنيس كورال هو الكنيس الوحيد الذي استمر في العمل من أصل أكثر من مئة كنيس كانت منتشرة في جميع أرجاء المدينة بأكملها، ولم يتعرض للتخريب والتدمير خلال فترة الاحتلال النازية ووقوع الهولوكوست والاحتلال السوفيتي للبلاد. أسهمت التبرعات الدولية والدعم الذي قدمه يهود المدينة على مواصلة ودعم عمل الكنيس ليظل مفتوح الأبواب أمام الزوار ويستمر في عقد الصلوات الدينية للأقلية اليهودية.

## معرض الصور

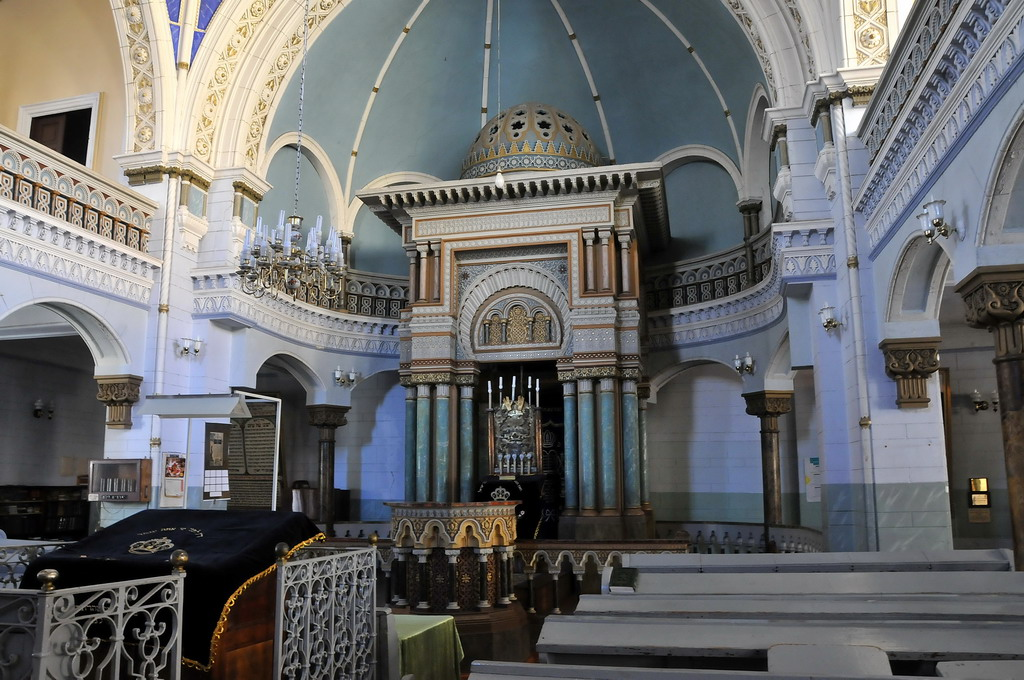
داخل الكنيس
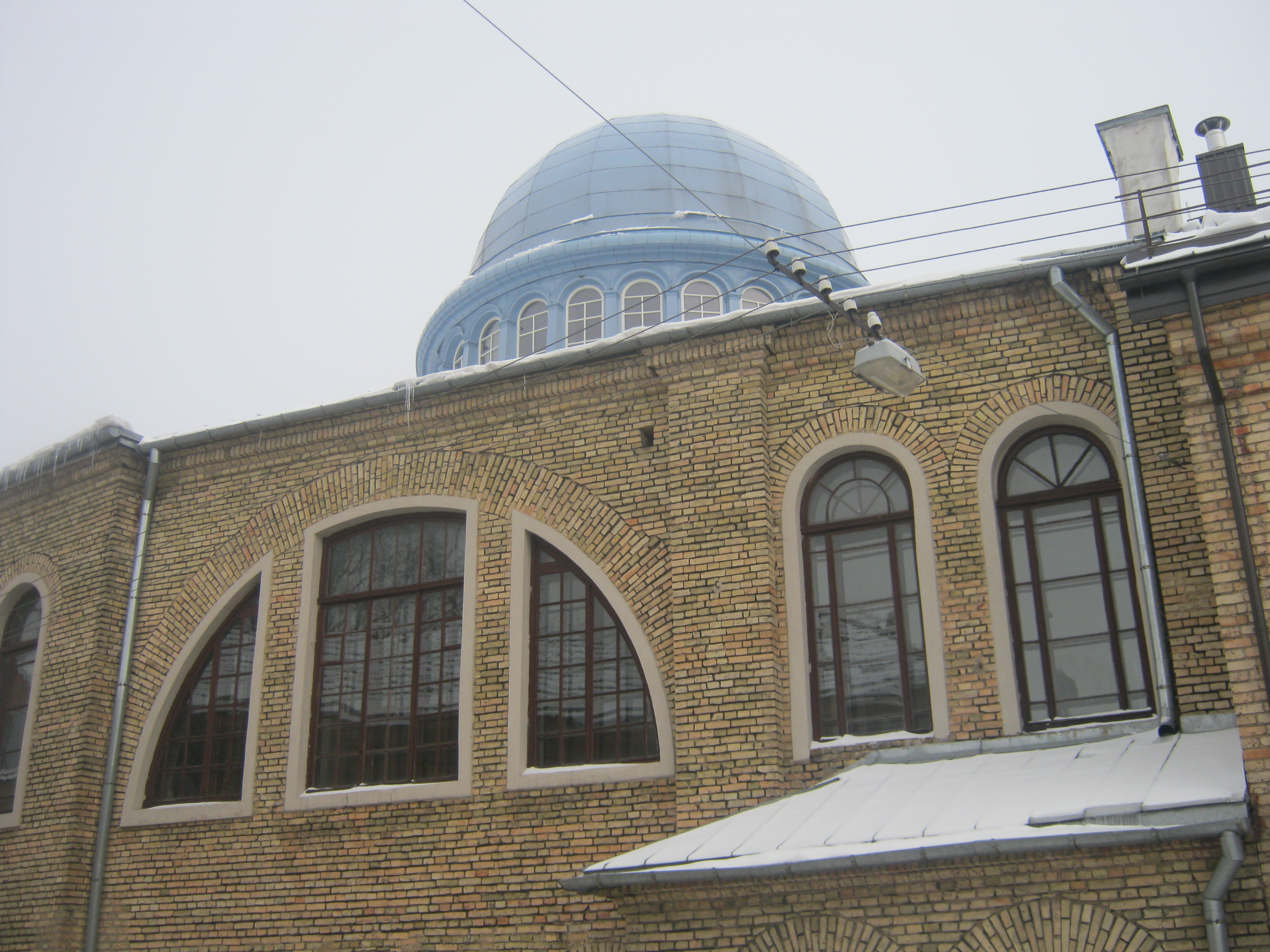
قبة الكنيس
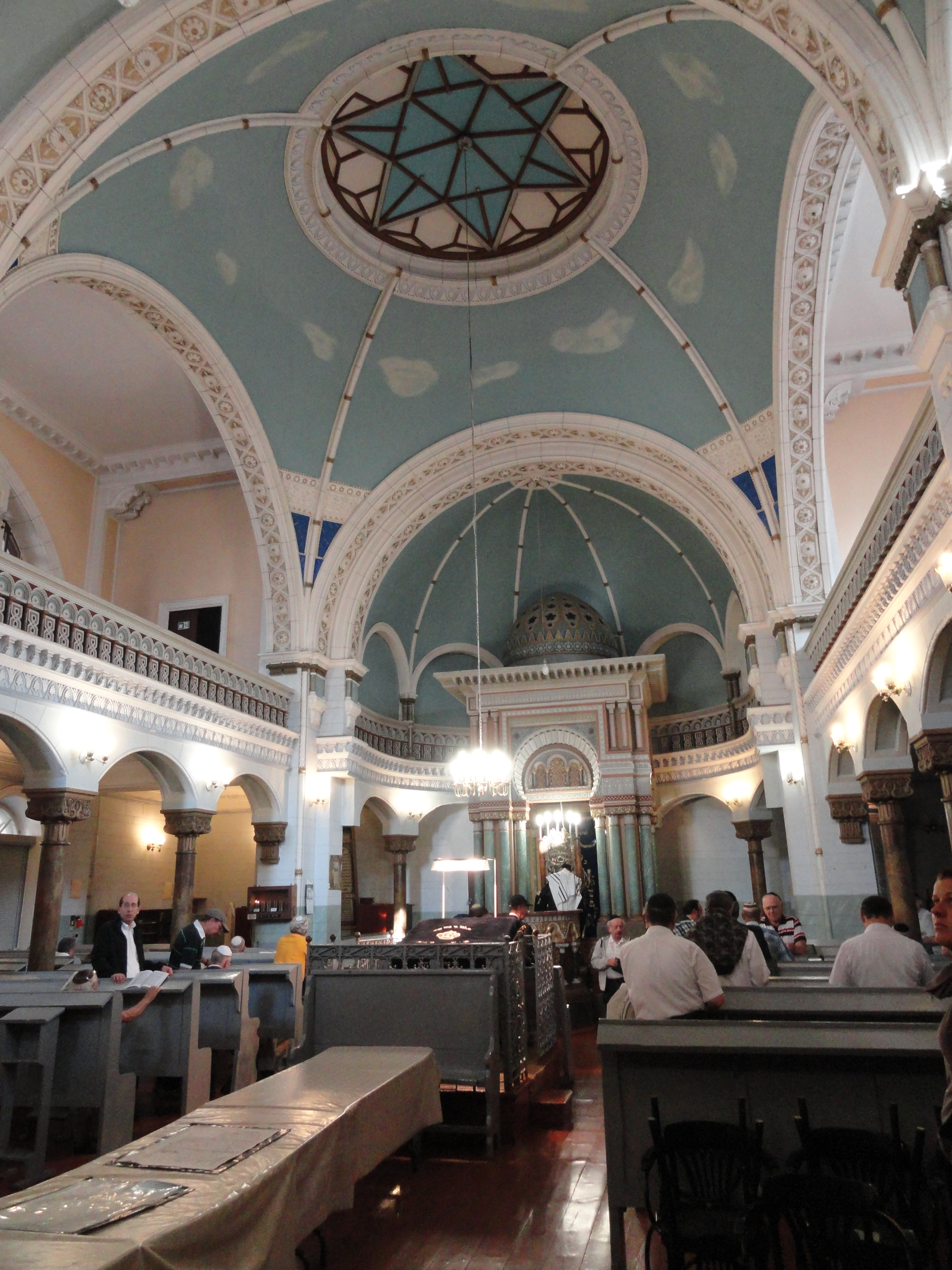
مشهد داخلي
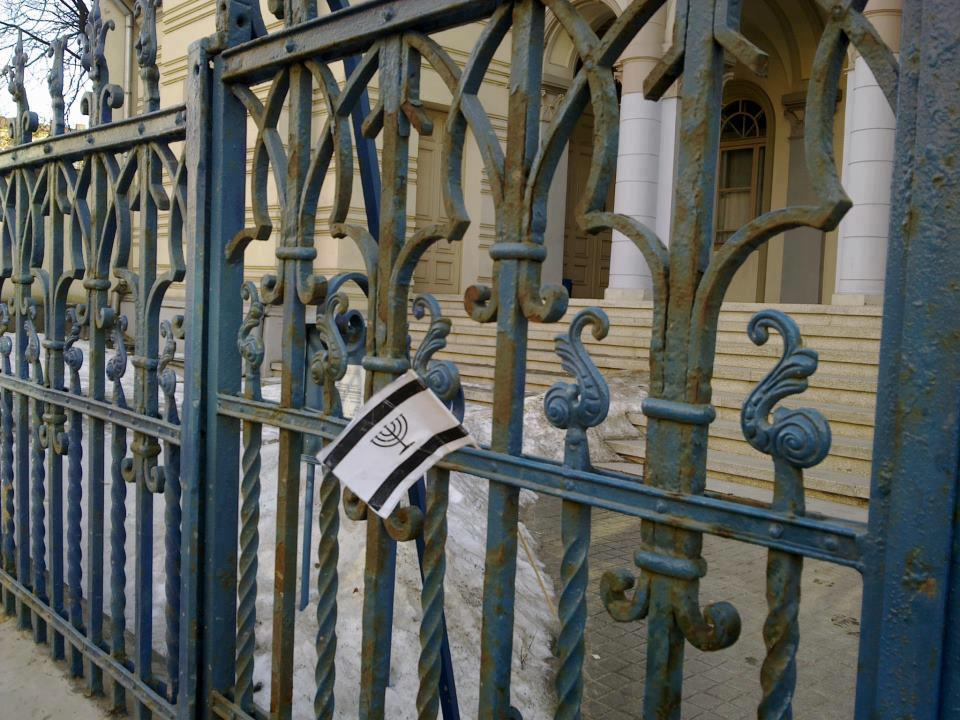
علم يديشي على السور الأمامي للكنيس
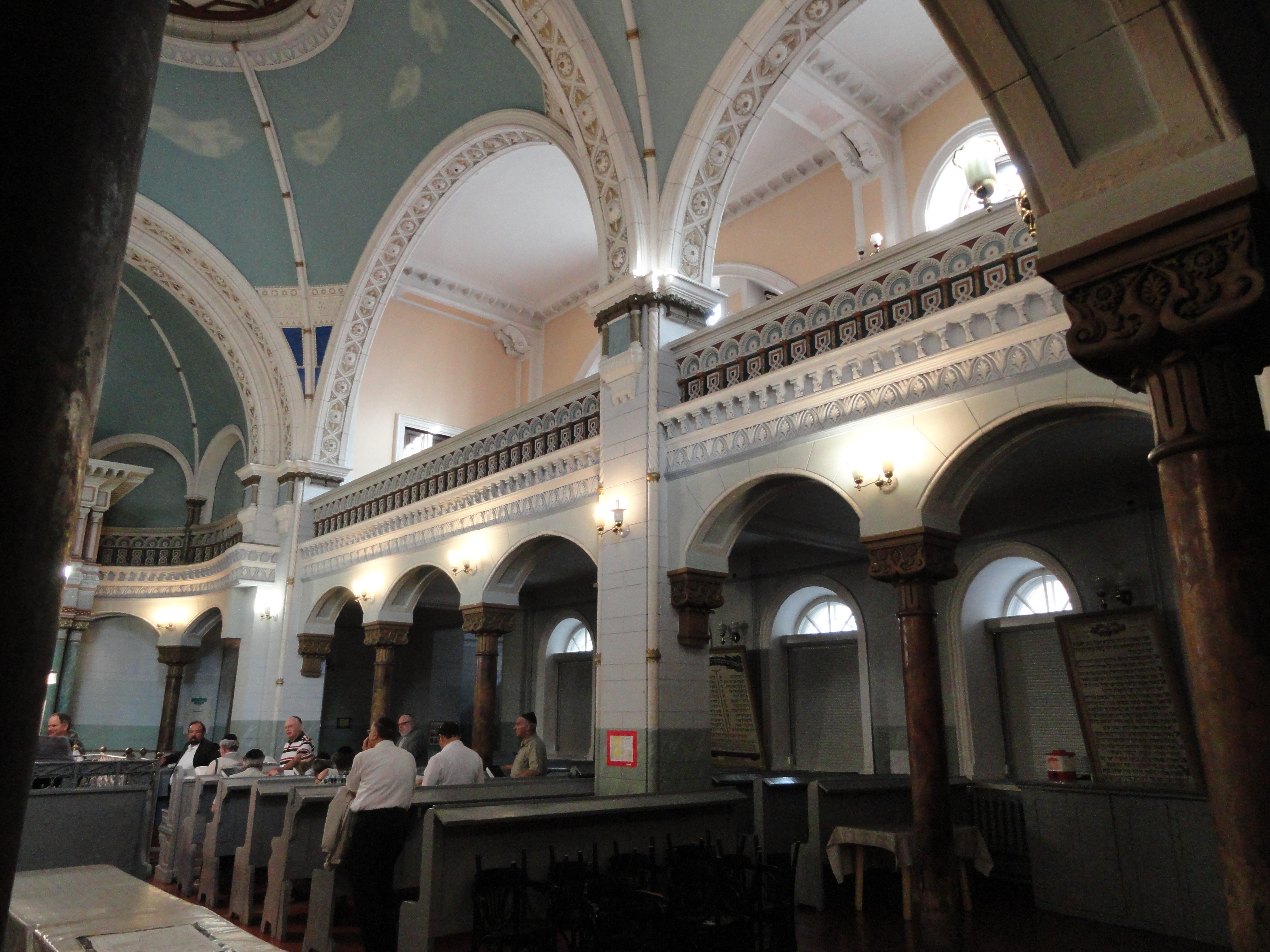
مشهد داخلي
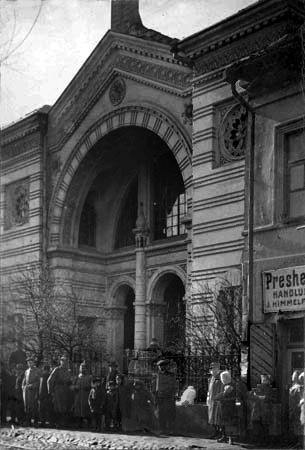
الكنيس عام 1916

## وصلات خارجية
- الأقلية اليهودية في ليتوانيا (بالليتوانية)